# Wiener Neustädter Blutgericht 1522

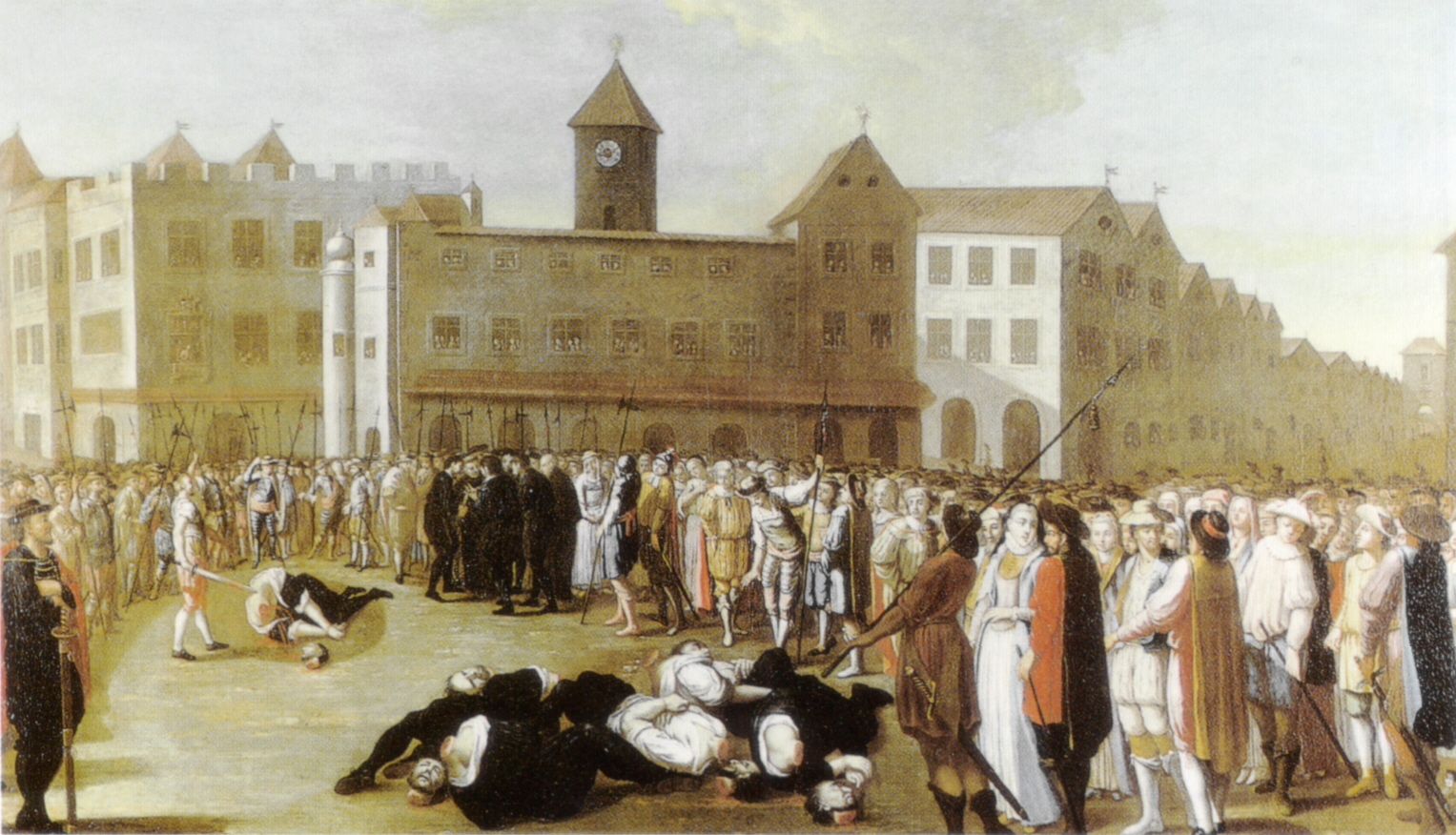
Josef Ferdinand Waßhuber: Blutgericht von Wiener Neustadt

Das Wiener Neustädter Blutgericht 1522 bezeichnet die Hinrichtung der rebellischen Ratsherren der Wiener Landesregierung im August 1522 in Wiener Neustadt.

## Geschichte
Kaiser Maximilian I. verstarb am 12. Jänner 1519 in der Burg Wels. Zur Nachfolge bestimmte er seinen Enkel Karl V. (1500–1558), welcher wegen seines jungen Alters unter der Vormundschaft von Maximilians Tochter Margarete von Österreich (1480–1530) stand. Obwohl Maximilian Karl V. ein geeintes Reich übergab, trat Karl zu Beginn des Jahres 1521 die Regierung in den fünf niederösterreichischen Ländern (Österreich unter der Enns, Österreich ob der Enns, Steiermark, Kärnten und Krain) seinem jüngeren Bruder Erzherzog Ferdinand I. ab und ordnete an, diesen als neuen Landesherrn anzuerkennen. Dadurch entstand eine spanische Linie und eine österreichische Linie des Hauses Habsburg.
Seit Maximilians Tod verweigerten jedoch die Stände der österreichischen Länder der alten, noch von Maximilian eingesetzten Regierung den Gehorsam. Sie bildeten stattdessen eigene Regierungen. Besonders deutlich zeigte sich das in der in Wien gebildeten ständischen Regierung von Österreich unter der Enns. Diese bestand aus 64 Personen, unter denen die Wiener dominierten.  Sie ließen eigene Münzen prägen und verfügten über das landesfürstliche Kammergut.
Die Mitglieder der alten Regierung („das alte Regiment“) verließ Wien und zog sich nach Wiener Neustadt zurück.
Eine Delegation der Erbländer unter Führung des Wiener Bürgermeisters Martin Siebenbürger reiste im Sommer 1521 zu Karl V., um ihre Anliegen zu vertreten. Die Reise scheiterte jedoch, da die Vertreter der einzelnen Länder ihre eigenen Interessen vertraten; schließlich entschuldigten sich die Vertreter der Steiermark, Kärntens und Krains für ihre Stellungnahme gegen das alte Regiment.
Als Erzherzog Ferdinand im Mai 1521 von den Anhängern der neuen ständischen Regierung um einen Urteilsspruch zwischen ihnen und dem alten Regiment gebeten wurde, vertröstete er sie zunächst auf einen späteren Zeitpunkt. Am 17. Juni 1522 forderte er jedoch alle, die am Wiener Landtag des Jahres 1519 teilgenommen hatten, auf, nach Wiener Neustadt zu kommen, damit ihre Klagen gehört und Recht gesprochen werden könne. Die angesprochenen Personen waren insbesondere Bürgermeister Martin Siebenbürger, die Adeligen Michael von Eytzing und Hans von Puchheim wie auch die Ratsherren Hans Rinner, Stefan Schlagindweit, Friedrich Pietsch, Martin Flaschner und Hans Schwarz. Die Verhandlung entwickelte sich indes zu einem Tribunal gegen die Anhänger der neuen Landesordnung und endete am 23. Juli 1522 mit dem Urteil, dass diese nicht berechtigt gewesen seien, sich gegen die alte Regierung aufzulehnen und die Menschen gegen sie aufzuhetzen. Nach dem Willen des Erzherzogs sollten aber nicht alle von ihnen, sondern nur die Rädelsführer dafür bestraft werden. Sogleich wurden die Wiener Mitglieder verhaftet.
Am 9. August 1522 fand die Verhandlung gegen die Adeligen Eytzing und Puchheim statt; Ankläger war Markus Beck. Beide wurden zum Tod verurteilt und unmittelbar darauf enthauptet. Am 11. August 1522 folgte die Verhandlung gegen die Bürgerlichen Siebenbürger, Rinner, Pietsch, Schlagindweit und Flaschner, die gleichfalls nach Verkündung des Todesurteils am selben Tag geköpft wurden. Die Enthauptung des ursprünglich zum Feuertod verurteilten Hans Schwarz fand nicht am Hauptplatz, sondern außerhalb der Stadtmauern, vermutlich bei der Spinnerin am Kreuz statt.
Bei Grabungsarbeiten für die Neugestaltung des Belages des Hauptplatzes wurde im Oktober 1996 die ursprüngliche gepflasterte Hinrichtungsstelle entdeckt.

## Bodendenkmal

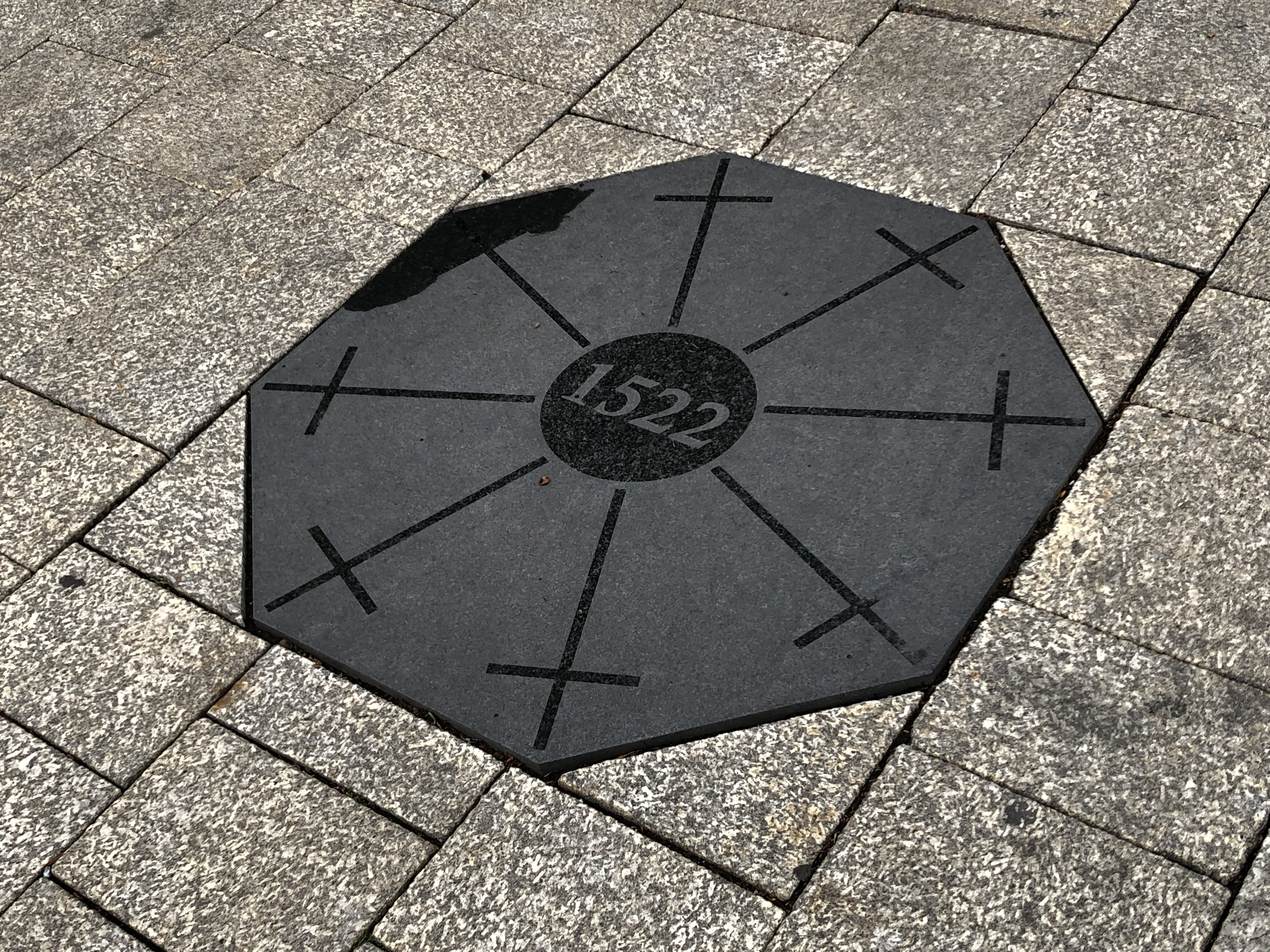
Erinnerungsmal auf dem Hauptplatz

Die Hinrichtung auf dem Hauptplatz erfolgte auf einem Schafott, welches auf einem kreisförmigen Fundament aus Steinplatten stand. Da die Steinplatten mit der Zeit zerfielen, ließ die Stadt an dieser Stelle ein Kreuz aus Terrazzo in den Boden legen. 1974 war dieses Denkmal durch den Zweiten Weltkrieg und durch Verwitterung baufällig. Der Rotary Club stiftete ein neues Denkmal. Den Wettbewerb zur Gestaltung gewann Emmerich Beranek. Sein Werk bildete eine achteckige Syenitplatte mit der Jahresangabe 1522 und acht Kreuzen. Das Erinnerungsmal wurde am 18. Oktober 1974 der Stadt übergeben. Eine Erklärungstafel zum Bodendenkmal befindet sich an der Ostseite des Grätzls auf Hauptplatz 35.

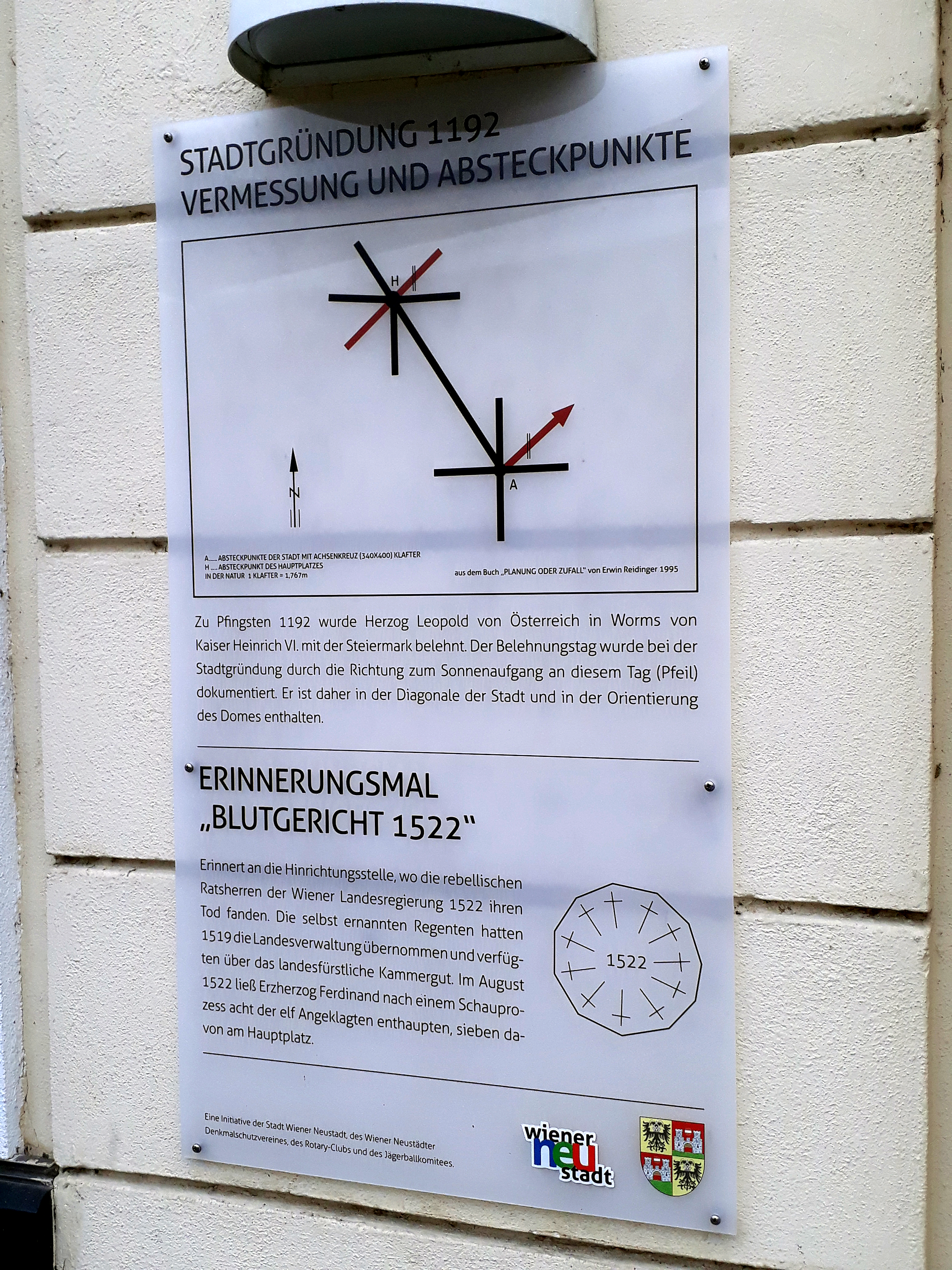
Erklärungstafel zum Erinnerungsmal